# 森英鷹
森 英鷹（もり ひでたか、 1954年<昭和29年>10月27日  - ）は、日本の政治家。自由民主党所属。福岡市議会議員（7期）、福岡市議会議長を歴任。旭日中綬章受章者。

## 来歴
1995年 (平成7年) 福岡市会議員に初当選し、以降7期務めた。5期目の当選となった2011年、福岡市議会議長。就任時に「できるだけレベルの高い議論」「議員定数の削減」「議長は市長と議会の仲立ち」について言及した。その後、自民党市議団会長となったが2018年4月 市長との融和路線について会議で意見集約をしないまま進めたことが原因で市議団幹部3人が辞表を提出。それに伴って市議団会長を辞任した。

## 選挙歴
- 1999年4月 福岡市会議員選挙 東区選挙区 (定数12) で6位再選[4]
- 2003年4月 福岡市会議員選挙 東区選挙区 (定数12) で3位当選(3選)[5]
- 2007年4月 福岡市会議員選挙 東区選挙区 (定数12) で8位当選(4選)[6]
- 2011年4月 福岡市会議員選挙 東区選挙区 (定数12) で3位当選(5選)[7]
- 2015年4月 福岡市会議員選挙 東区選挙区 (定数12) で3位当選(6選)[8]
- 2019年4月 福岡市会議員選挙 東区選挙区 (定数12) でトップ当選(7選)[9]

## 栄典
- 2024年11月 令和6年秋の叙勲で旭日中綬章を受章[10]